# S端子

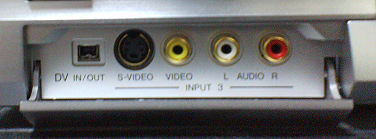
S映像入出力端子は、多くのAV機器に搭載された。

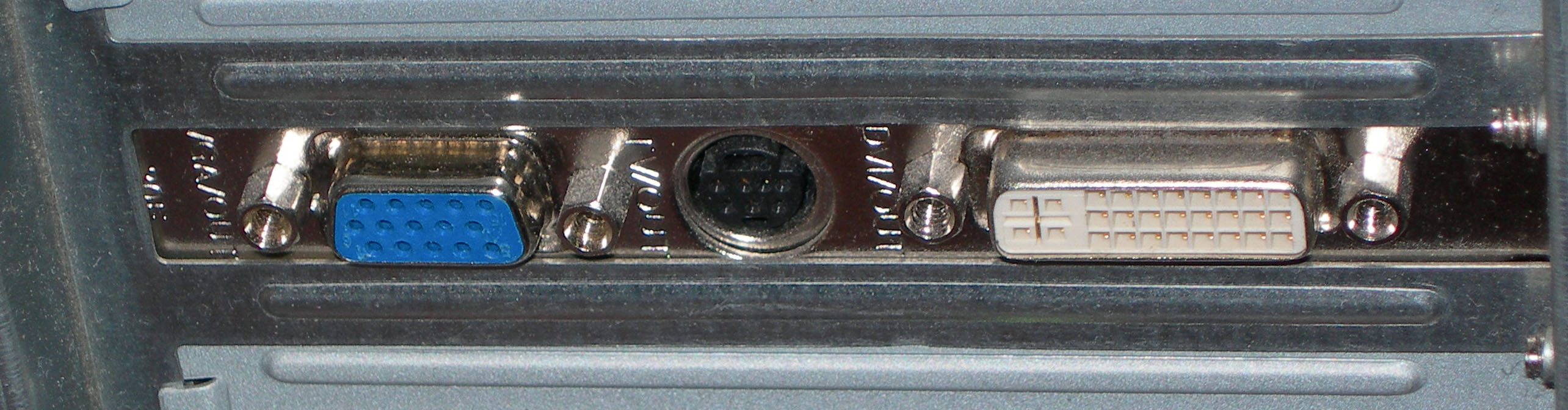
パソコン用ビデオカードの中には、S映像出力端子が標準で搭載されている機種もあった。

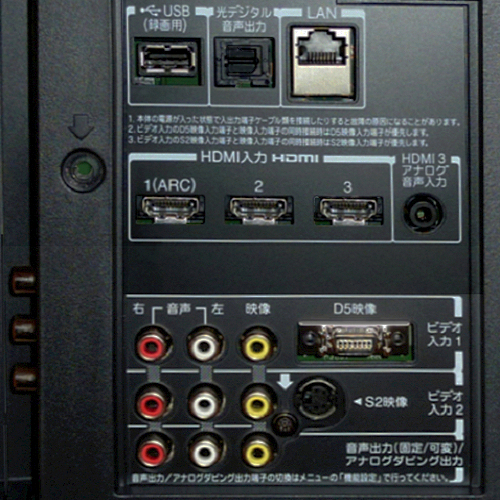
S端子(S2)を装備している薄型テレビ（2010年）

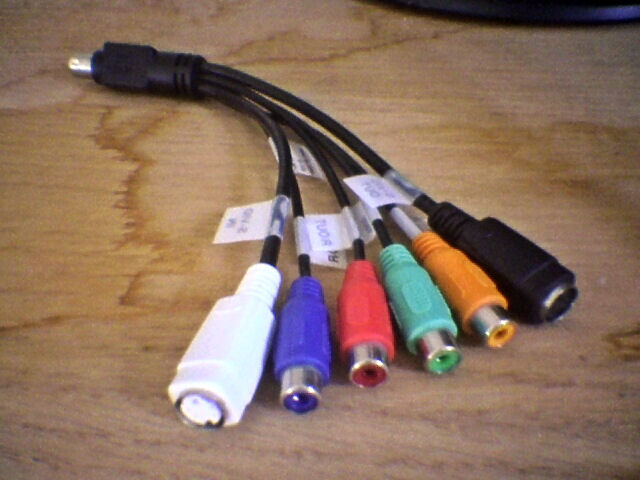
ビデオカード用
S端子/コンポーネントケーブル

S端子（エスたんし）は、テレビやVTRなどで用いられる映像信号入出力用接続コネクタとその信号の規格である。Sはセパレート (Separate) の略。
セパレート端子、S1/S2映像出力、S1/S2映像端子、S1 (S) 映像、Sビデオ、S映像など様々な表記法がある。

## 概要
NTSCなどのコンポジット映像信号を、輝度信号（同期信号も重畳）と色信号の2系統に分離 (Separate) して伝送することからこのように呼ばれる。
プラグに向きがあり、内部のピンが折れやすいので抜き差しを繰り返す用途には向いていない。
接続ケーブルは両端共に同じ形状であり、S映像コードやS映像ケーブルと呼ばれる。またS映像コードとステレオ音声用の白赤色2本コードと3本一体となったものもあり、長さ10m程度まで市販される。
ドイツなどでは、「ホシデン（de:Hosiden- コネクタなどを開発製造する日本の企業）」と呼ばれることもある。

## 歴史
当初は1987年1月に日本ビクター（現・JVCケンウッド）から発表されたS-VHSの規格発表時に同時に発表されたもので、採用第1号機は同年に日本ビクターから発売された「HR-S7000」である。これにVHS5社連合が歩調を合わせ、各社がビデオデッキやテレビに搭載を始めた。S-VHSに若干遅れて発売されたED BetaやHi8規格のビデオデッキなど、S-VHS規格対応機発表以降に発売されたほとんどすべての家庭用映像機器には、このS端子が採用されている。S-VHS登場以前から存在したレーザーディスク機器においても、S端子が採用された。しかしながら、販売店の商品札、廉価製品のパッケージレベルでは、長らく「S-VHS端子」「S-VHSケーブル」と誤称されてきた。
本規格が普及した後かなり経ってから登場したDVDレコーダーやBDレコーダーにおいても、このS端子が採用された。しかし最近ではコストダウンのためかエントリークラスのAVアンプやBDプレーヤー、低価格帯のデジタル放送受信用チューナーや廉価版のカムコーダなどではコンポーネント映像やコンポジット映像は出力できるが、S映像での出力はできない製品も多かった。

## HDMIへの移行

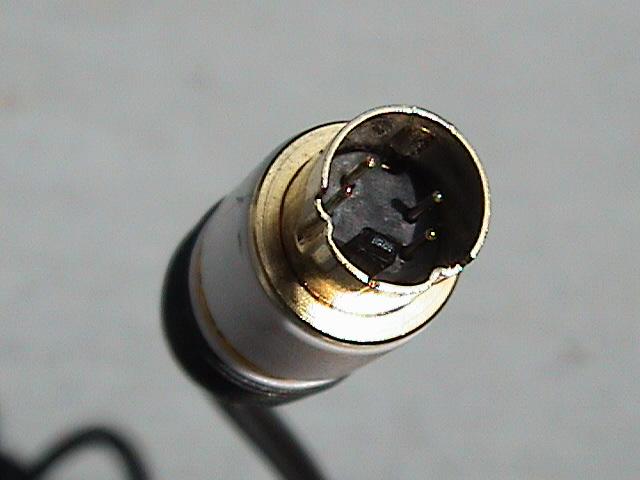
セパレート映像プラグ

薄型テレビの場合、発売当初はこれまでのブラウン管テレビ同様にS（S1/S2）入出力端子が標準装備されていた。しかしケーブル1本のみで高画質・高音質のAV信号を伝送可能なHDMIが2002年に登場し、2006年にはそれに連動操作機能を加えた「HDMIリンク」機能が加わるようになるとテレビ番組録画は（従来のAV接続より操作・接続が大幅に簡略化された）HDMI連動へと移行し、S端子（S-VHS）の地位は徐々に低下していった。
このため2000年代後半になるとモニター出力のS2/S1端子を廃止する機種が出始め、2010年秋冬モデル以降はS2/S1端子自体を全廃する機種が増加した。これにより、従来型S-VHS・W-VHS（ただし、コンポーネント→D端子変換ケーブルを使用して1080i相当で接続可能）・Hi8・EDベータなど旧来の民生用アナログビデオデッキと2011年以降製造のデジタルテレビを組み合わせた場合は（映像ケーブルがコンポジットになるので）、D-VHSビデオデッキやシャープのS-VHSの一部機種などコンポーネント出力が可能な一部の機種を除き（ただしこちらも端子自体を全廃する機種が増加している）、画質は汎用型VHSデッキと変わらなくなり、さらにアナログチューナーのみ搭載の従来型録画機でテレビの内蔵チューナーを使ってのデジタル放送の録画ができなくなっている。
S端子搭載のVHSデッキ、古いカメラ、レトロゲーム機などのレガシーデバイスをS端子の画質で楽しみたい場合は、S映像をHDMI等に変換できる市販のアップスキャンコンバーターを用いれば解決できる。この他、一部の市販AVセレクター、およびAVアンプの中には、入力されたS映像信号を、超解像技術によって擬似的に解像度を補完した上で、D端子やHDMI端子から出力できる機能を有しているものもある。
S映像ケーブル生産は2020年までに国内メーカー全社が終了している。

## 信号

従来のコンポジット端子で接続するとYとCがミックスされているため、クロスカラーやドット妨害など画質劣化の原因になりやすい。ノーマルVHSの場合、元々水平解像度が低くそれほど画質が良くないためコンポジットで出力するとさらに画質が悪くなる場合がある。こうしたことから、ノーマルVHSデッキであっても、S端子を搭載している機種がわずかながら存在した。

家庭用ビデオテープレコーダではY/C分離し、色信号を低域変換したうえで記録する方式が採用されている。このためコンポジット映像信号の混合方式では記録・再生の過程で信号の分離と合成を繰り返し、信号の劣化が進んだ状態で表示される。それと比較してS端子で接続する場合、より良好な画質での視聴が可能となる。なお、信号はコンポジット映像信号と同様にSD画質である。
色信号は本格的なコンポーネント映像信号のようにCb/Crなどに分離したものではなく、両者を直交変調した形態である。これはNTSC規格の色副搬送波と同等であるため、単にYとCを混合すればコンポジット信号が得られる。
S-VHSではない通常のVHS方式やベータ方式はY信号がC信号の帯域まで伸びておらず干渉が少ないため、従来のコンポジット端子でもほぼ画質を損なうことがないとも言われている。しかしながら、元来分離して記録されているY信号・C信号を混合し、再び分離する事になるので、信号処理のロスは大きい。特にダビング時の接続ではRCA端子でのコンポジット出力・入力では、画質の低下を招くと考えられるため、S端子による接続が望ましい。
なおレーザーディスク規格の場合は、ビデオテープの場合とは異なり、輝度信号・色信号は一緒に記録されている。そのため受像機側のY/C分離回路の性能が、レーザーディスク機器のそれを上回っている場合においては、S端子による接続ではかえって画質が低下する。S端子を採用して以降のレーザーディスクの機器では、全ての映像出力信号にY/C分離処理を行い、RCA端子の出力では信号を混合していたため、かえって画質の低下を招いた。レーザーディスクの上級機においては、そのような処置は行わずRCA端子からはY/C分離回路を通さない信号を出力しているとして、これを「ダイレクトコンポジット」と称していた。

## 信号の拡張
従来のS端子での信号の他にワイドクリアビジョンやダウンコンバートしたHDTV映像などアスペクト比16:9、いわゆるワイドテレビ対応の信号を追加したS1およびS2端子も定義されている。この拡張は色信号Cにバイアス電圧を加えることで区別され、端子側の対応による（後述）が最大3種類までを識別できる。使用するケーブルやコネクタは同じである。
S1端子
4:3映像と16:9映像の判別が可能。流れる映像信号はNTSC準拠なので、16:9映像の場合は左右を圧縮し4:3映像になっている。その信号（16:9映像の識別情報はスクイーズ信号ともいう）を受けた対応テレビ側は、4:3映像を左右方向へ引き伸ばし表示する。
S2端子
S1信号の4:3映像と16:9映像に加えて、16:9映像の上下に帯を付加して4:3にしたレターボックス信号（LB信号）の識別が可能。LB信号を受けた対応テレビ側は、横方向を16:9サイズにズームした上で上下の帯をカットして表示する。
本来、C線は直流信号を伝送するよう規定されていなかったため交流結合されて判別機能を備えない映像機器を経路の中間に挿入することで識別が不可能になる。この欠点を克服するために、垂直帰線期間内の映像信号に特殊な識別信号を重畳させているものもある (「ID-1」)。

## S端子形状

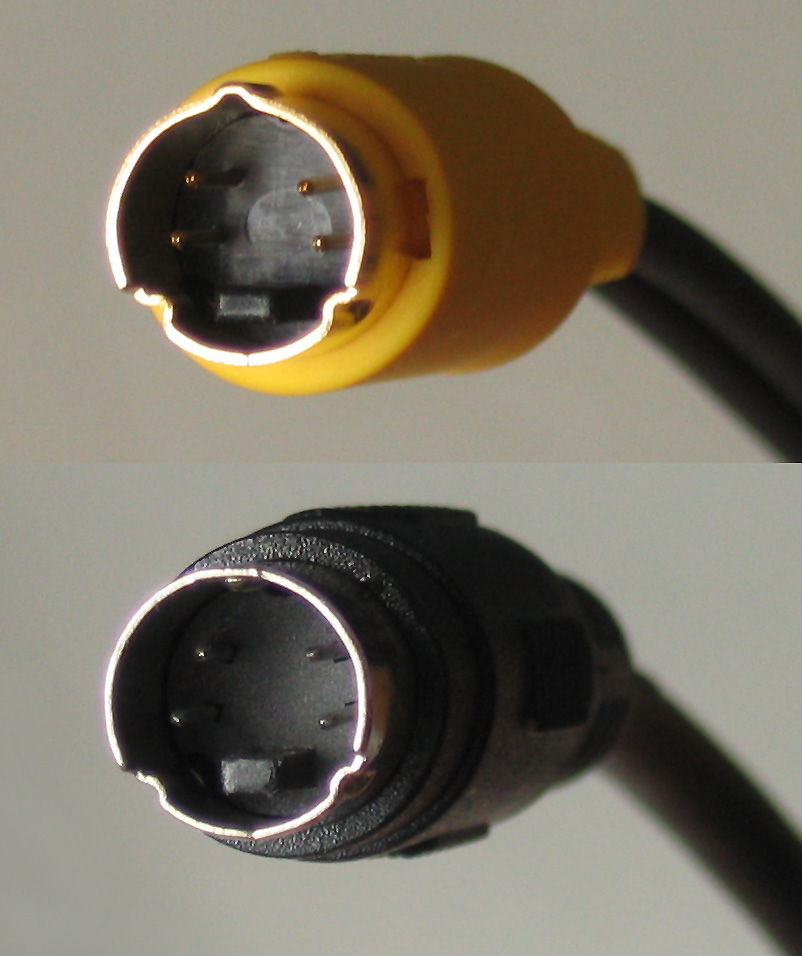
S端子の比較

S端子の形状は基本的にmini DIN 4pinである。mini DINコネクタは通常コネクタの内側に向かって出っ張りがあるが、日本では外側に出っ張りのあるものが一般的に使われている。
通常の機器ではメスコネクター側にも切り欠きがあるため問題なく挿入できるがメーカーによっては機器には切り欠きがないことが多く、通常のS端子ケーブルを接続できなかったり、無理に接続すると外せなくなる場合がある。また、そういった機器を使用する方法として過去のApple製コンピュータに使用されたADB (Apple Desktop Bus) ケーブルを代替利用することが可能である。